# HMS Tetcott (L99)
Le HMS Tetcott (pennant number L99) est un destroyer d'escorte de classe Hunt de type II construit pour la Royal Navy pendant la Seconde Guerre mondiale.

## Construction
Le Tetcott est commandé le 20 décembre 1939 dans le cadre du programme d'urgence de la guerre de 1939 pour le chantier naval de J. Samuel White de Cowes, sur l'île de Wight en Angleterre. La pose de la quille est effectuée le 29 juillet 1940, le Tetcott est lancé le 12 août 1941 et mis en service le 11 décembre 1941.
Il a été parrainé par la communauté civile de Williton et de Watchet dans le Somerset pendant la campagne nationale du Warship Week (semaine des navires de guerre) en mars 1942.
Les navires de classe Hunt sont censés répondre au besoin de la Royal Navy d'avoir un grand nombre de petits navires de type destroyer capables à la fois d'escorter des convois et d'opérer avec la flotte. Les Huntde type II se distinguent des navires précédents type I par une largeur (Maître-bau) accrue afin d'améliorer la stabilité et de transporter l'armement initialement prévu pour ces navires.
Le Hunt type II mesure 80,54 m de longueur entre perpendiculaires et 85,34 m de longueur hors-tout. Le Maître-bau du navire mesure 9,60 m et le tirant d'eau est de 3,51 m. Le déplacement est de 1070 t standard et de 1510 t à pleine charge.
Deux chaudières Admiralty produisant de la vapeur à 2100 kPa et à 327 °C alimentent des turbines à vapeur à engrenages simples Parsons qui entraînent deux arbres d'hélices, générant 19 000 chevaux (14 000 kW) à 380 tr/min. Cela donné une vitesse de 27 nœuds (50 km/h) au navire. 281 t de carburant sont transportés, ce qui donne un rayon d'action nominale de 2 560 milles marins (4 740 km) (bien qu'en service, son rayon d'action tombe à 1 550 milles marins (2 870 km)).
L'armement principal du navire est de six canons de 4 pouces QF Mk XVI (102 mm) à double usage (anti-navire et anti-aérien) sur trois supports doubles, avec un support avant et deux arrière. Un armement antiaérien rapproché supplémentaire est fourni par une monture avec des canons quadruple de 2 livres "pom-pom" MK.VII et deux  canons Oerlikon de 20 mm Mk. III montés dans les ailes du pont. Les montures jumelles motorisées d'Oerlikon sont remplacées par des Oerlikons simples au cours de la guerre. Jusqu'à 110 charges de profondeur pouvaient être transportées,. Le navire a un effectif de 168 officiers et hommes,.

## Histoire

### Seconde guerre mondiale

#### 1941
Après son achèvement le 11 décembre 1941, le navire se dirige vers Scapa Flow où il arriva le 16 décembre et rejoint la Home Fleet. Le navire est entré en collision avec la corvette Heartsease le 23 décembre, ce qui signifie que les deux mois suivants ont été consacrés à la réparation sur la Clyde et plus tard à Southampton.

#### 1942
Après avoir terminé les réparations le 2 mars 1942, le Tetcott teste ses machines avant de se rendre à Scapa Flow le 9 mars, continuant à fonctionner avec la Home Fleet. Le Tetcott et le croiseur lourd Frobisher (D81), le croiseur léger Gambia (48) et le destroyer néerlandais HNLMS Van Galen rejoignent le convoi WS18 à Clyde le 15 avril pour un voyage vers l’océan Indien. Le convoi se rend brièvement à Freetown en Sierra Léone , en continuant son chemin vers le Cap de Bonne-Espérance, puis le Tetcott se détache du convoi après son arrivée le 15 janvier. Il traverse de façon indépendante la mer Rouge et le canal de Suez, et rejoint la 9e Flottille de destroyers basée à Alexandrie, en Égypte, au début du 6 avril.
Le 10 juin, le Tetcott navigue avec le destroyer Grove (L77) pour transporter des provisions aux garnisons de Tobrouk. Le Grove est coulé dans la baie de Sollum à la position géographique de 32° 35′ N, 25° 30′ O par des torpilles tirées par le sous-marin (U-Boot) allemand U-77 lors du voyage de retour le 12 juin. Le Tetcott repêche 79 survivants. Le 16 juin, le navire subit de lourdes attaques aériennes de l’Axe alors qu’il défendait les navires qui revenaient à Alexandrie après la fin de l’opération Vigorous,,,.
En juillet, le Tetcott opère au large de la Palestine et de la Syrie dans le cadre de l’opération Exporter, travaillant sur une action militaire contre le gouvernement français de Vichy en Syrie.
Le 4 août, le Tetcott et les destroyers Sikh (F82) et Zulu (F18) attaque le sous-marin allemand U-372 au large de Haïfa avec des charges de profondeur, le forçant à faire surface. L’équipage du sous-marin abandonné le navire et le saborde à la position géographique de 32° 28′ N, 34° 37′ E, 16 marins allemands et un civil libanais sont secourus,.
Le 9 septembre, le Tetcott et le destroyer Hero (H99) sont affectés à Aden comme escorte de convoi dans la mer Rouge, mais retourne à Alexandrie pour opérer dans la région de la Méditerranée orientale en octobre. Le 17 novembre, le navire fait partie de l’escorte rapprochée du convoi MW13 d’Alexandrie à Malte pour augmenter les renforts pour Malte. L'escorte se compose également des destroyers Aldenham (L22), Beaufort (L14), Belvoir (L32), Croome (L62), Exmoor (L08), Dulverton (L63), Hursley (L84), Hurworth (L28) et le destroyer grec Pindos (L65), pour remplacer les destroyers Javelin (F61), Jervis (F00), Kelvin (F37), Pakenham (G06), Petard (G56) et Paladin (G69) de retour d'Alexandrie. Le convoi est sévèrement frappé par l’ennemi le lendemain, lorsque le croiseur Arethusa (26) est torpillé et doit être remorqué à Alexandrie par le Petard. Ce convoi réussit à atteindre Malte, et le navire fait partie de l’escorte rapprochée sur le voyage de retour vers Alexandrie.
Le 1er décembre, le Tetcott, avec le Aldenham, le Belvoir, le Croome, le Exmoor, le Hursley et le Pindos participent à la protection rapprochée du convoi MW14 au départ d’Alexandrie pour anmener des renforts pour Malte. Le lendemain, le croiseur léger Orion (85), les destroyers Pakenham, Petard et le destroyer grec Vasilissa Olga (D 15) participent à la protection à distance. Le 4 décembre, la Force K est basée à Malte, comprenant les croiseurs Cleopatra (33), Dido (37) et Euryalus (42) et les destroyers Javelin (F61), Jervis (F00), Kelvin (F37) et Nubian (F36) rejoignent le convoi MW14. Après son arrivée à Malte le lendemain, le Tetcott est détaché et rejoint la 22e Flottille de destroyers basée à Alger. Il escorte les convois et soutient les opérations en Méditerranée centrale.

#### 1943
En janvier 1943, le Tetcott escorte par le croiseur léger Orion dans un voyage de Malte à Alexandrie, en préparation d’un autre voyage à Malte.
Le 1er février, il sauve des survivants du mouilleur de mines Welshman (M84), qui a été coulé par une torpille du sous-marin U-617 au large de Sollum, à l’est de Tobrouk à la position géographique de 32° 12′ N, 24° 52′ E. Il continue ses opérations de patrouille et d’escorte dans la région de la Méditerranée centrale et orientale pendant les deux mois suivants, quand il est nommé pour l'opération Husky, l’invasion de Sicile en Italie par les forces Alliées.
Le Tetcott est attribué au Groupe d’escorte Q, élément de la Support Force East  (force de soutien de l’Est), et au début du 7 juillet, il est déplacé à Alexandrie. Le 3 juillet, il part d'Alexandrie dans le cadre de l’escorte du convoi MWS26. Le 6 juillet, le navire effectue des patrouilles anti-sous-marines pour protéger le convoi MWS26, avant d’être détaché pour se rendre à Benghazi. Le 8 juillet, il est rassemblé à Benghazi pour escorter le convoi MWF36, et le 10 juillet, escorte le navire amphibie le navire de débarquement HMS Ulster Monarch jusqu'à la plage de débarquement Acid selon le plan de l'opération Husky. Le Tetcott assure des appuis-feu au port d'Augusta sur la côte Est de la Sicile, puis patrouille pour empêcher l’interférence des navires ennemis,,.
Le Tetcott continue à escorter les convois et les opérations de soutien en Sicile pendant le mois d'août, avant d’être affecté à la Task force 85 (TF 85), la force d’attaque du nord pour prendre part à l'opération Avalanche, le prochain assaut amphibie des forces alliées sur la ville de Salerne. Pendant la journée du 9 septembre, il défend les navires au large des plages et escorte les convois qui les suivent.
En octobre, le navire est renvoyé à Alexandrie pour escorter un convoi ainsi que pour soutenir les opérations en mer Egée qui ont empêché l’occupation allemande des îles du Dodécanèse à la suite de la capitulation de l'Italie (armistice de Cassibile).
Le 11 novembre, il empêche les navires de troupe allemands d'une tentative de débarquement. Il est ensuite transféré à la 22e Flottille de destroyers à Malte pour des opérations en Méditerranée centrale.

#### 1944
Le 1er janvier 1944, le Tetcott est affecté à la Northern Attack Force (force d’assaut du Nord) dans le cadre de l’opération Shingle, le débarquement allié sur Anzio, en Italie. Il est concentré à Naples et placé sous le Commandement général de la marine américaine US Navy. Le 21 janvier, au départ de Naples, il est intégré dans la Force X et arrive sur la zone de débarquement le lendemain, où il fournit un bombardement à terre à l’appui des débarquements,,.
De février à août 1944, le Tetcott opère dans la mer Adriatique pour escorter les convois et appuyer les bombardements à terre pour les campagnes militaires. Le Tetcott avec le croiseur léger Aurora (12) et le destroyer Tyrian (R67) bombardent l’île de Milos, en Grèce.
Le 9 septembre, il soutient l’invasion des îles de la mer Égée, tirant des coups de feu et escortant des convois, ainsi que des patrouilles empêchant les navires ennemis d’évacuer les troupes et les véhicules de la région. Puis il travaille dans le cadre de la libération de la Grèce. Les déploiements au large de la Grèce et de l’Albanie se poursuivent jusqu’au 3 mai 1945.

#### 1945
De janvier à mars, le Tetcott continue à être déployé pour soutenir les opérations militaires en Grèce et en Albanie.
Le Tetcott opère ensuite au large des côtes italiennes et subit des dommages mineurs le 4 avril 1945, alors qu’il bombarde Gênes avec le destroyer Marne (G35).
En mai, il est destiné à être envoyé en Extrême-Orient, alors il retourne en Angleterre, et arrive à Portsmouth le 21 mai , puis se rend à Gibraltar en juin pour une remise en état, qui commence le 5 juillet, avant de se rendre dans l'océan Indien.

### Après-guerre
Le navire devait être affecté à l’océan Indien après la remise en état, mais en raison de la reddition du Japon le 10 août, annonçant la fin de la Seconde Guerre mondiale, sa révision a été écourtée, et le navire mis en réserve le 17 janvier 1946 avant de retourner au Royaume-Uni.
En novembre 1952, il est annoncé que le navire serait conservé aux docks de Penarth, mais ce plan a échoué. Au lieu de cela, le navire est remorqué jusqu’à Gibraltar où il reste jusqu’en septembre 1955, date à laquelle il est de nouveau remorqué jusqu’au Barrow-in-Furness, dans la réserve élargie, après avoir fait enlever une grande partie de son équipement.
Le navire n'est plus entretenu et est placé sur la liste des démolitions. En janvier 1956, le Tetcott est reclassé comme ponton et transféré en août à BISCO pour démolition. Il est remorqué jusqu'au chantier de Thos W Ward à Milford Haven le 24 septembre 1956. Les travaux de démantèlement sont achevés le 9 avril 1957.

### Honneurs de bataille
- LIBYA 1942
- MEDITERRANEAN 1942
- SICILY 1943
- SALERNO 1943
- AEGEAN 1943-44
- ANZIO 1944
- ADRIATIC 1944

### Commandement
- Lieutenant (Lt.) Henry Richard Rycroft (RN) du 28 octobre 1941 à octobre 1943
- Lieutenant (Lt.) Archibald Ferguson Harkness (RNR) de octobre 1943 à mars 1944
- Lieutenant (Lt.) Hubert James Watkins (RN) de mars 1944 au 10 juin 1945
- A/Lieutenant Commander (A/Lt.Cdr.) John Alexander Jeffreys Dennis (RN) du 10 juin 1945 à fin 1945